# Taktisches Luftwaffengeschwader 33
Das Taktische Luftwaffengeschwader 33 (TaktLwG 33), bis 30. September 2013 Jagdbombergeschwader 33 (JaboG 33), ist ein fliegender Kampfverband der Luftwaffe der Bundeswehr, der mit dem Waffensystem Panavia Tornado IDS ausgerüstet ist. Das Geschwader ist auf dem Fliegerhorst Büchel in Rheinland-Pfalz stationiert.
Der Fliegerhorst ist Standort für US-amerikanische Kernwaffen vom Typ B61.

## Auftrag
Das Taktische Luftwaffengeschwader 33 hat den Auftrag zur Aufrechterhaltung der personellen und materiellen Einsatzbereitschaft im Krisen- und Verteidigungsfall. Dazu gehören die Vorbereitungen, schnell verlegbare Reaktionskräfte zu schaffen, Personalabstellung für laufende Einsätze, die Teilnahme an nationalen und NATO-Übungen sowie der Katastrophenschutz.
Das Geschwader ist darüber hinaus inzwischen Deutschlands einziges Mittel der Nuklearen Teilhabe.

## Geschichte
Der Flugplatz Büchel wurde 1954/55 durch die französischen Streitkräfte angelegt. Büchel lag zu dieser Zeit in der französischen Besatzungszone. Kurz nach seiner Fertigstellung wurde der Flugplatz an das Bundesvermögensamt und am 13. August 1955 an die Bundeswehrverwaltung übergeben. Die ersten 250 deutschen Soldaten rückten am 15. August 1955 in den Standort Büchel ein.

### Waffenschule der Luftwaffe 30 (1956–1958)
Am 13. November 1956 wurde die Waffenschule der Luftwaffe 30 als erster fliegender Verband der neuen Luftwaffe in Fürstenfeldbruck aufgestellt und ab Oktober 1957 nach Büchel verlegt. Der erste Kommodore war Major Walter Krupinski.
Erster Flugzeugtyp war die US-amerikanische Republic F-84F Thunderstreak, von der die Waffenschule 30 bei ihrer Indienststellung 75 Exemplare erhielt. Ende Oktober befanden sich auf dem Flugplatz Büchel 72 F-84F, drei Lockheed T-33A und zwei North American T-6 Texan. Hauptaufgabe der Waffenschule 30 war die Ausbildung des Personals für die neu aufzustellenden Jagdbombergeschwader der Luftwaffe. Zusätzlich zu den Flugzeugführern wurde das technische Personal in diesem Verband ausgebildet.
Am 30. Juni 1958 endete die Ära der Waffenschule 30; das Jagdbombergeschwader 33 wurde in Büchel aufgestellt und im Dezember 1958 offiziell der NATO unterstellt.

### Jagdbombergeschwader 33 (1958–2013)

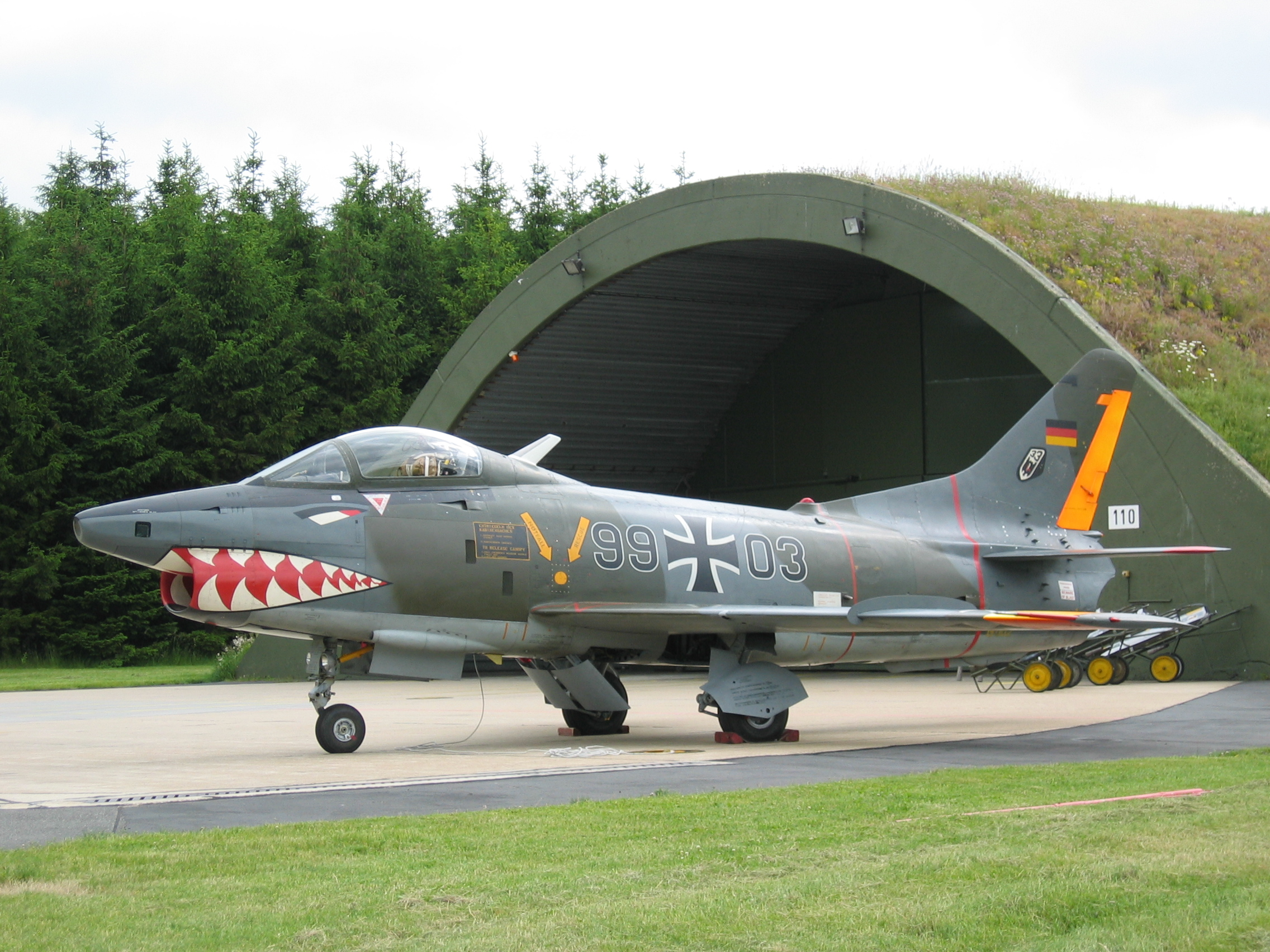
Fiat G-91 Gina Ausbildungswerkstatt JaboG33

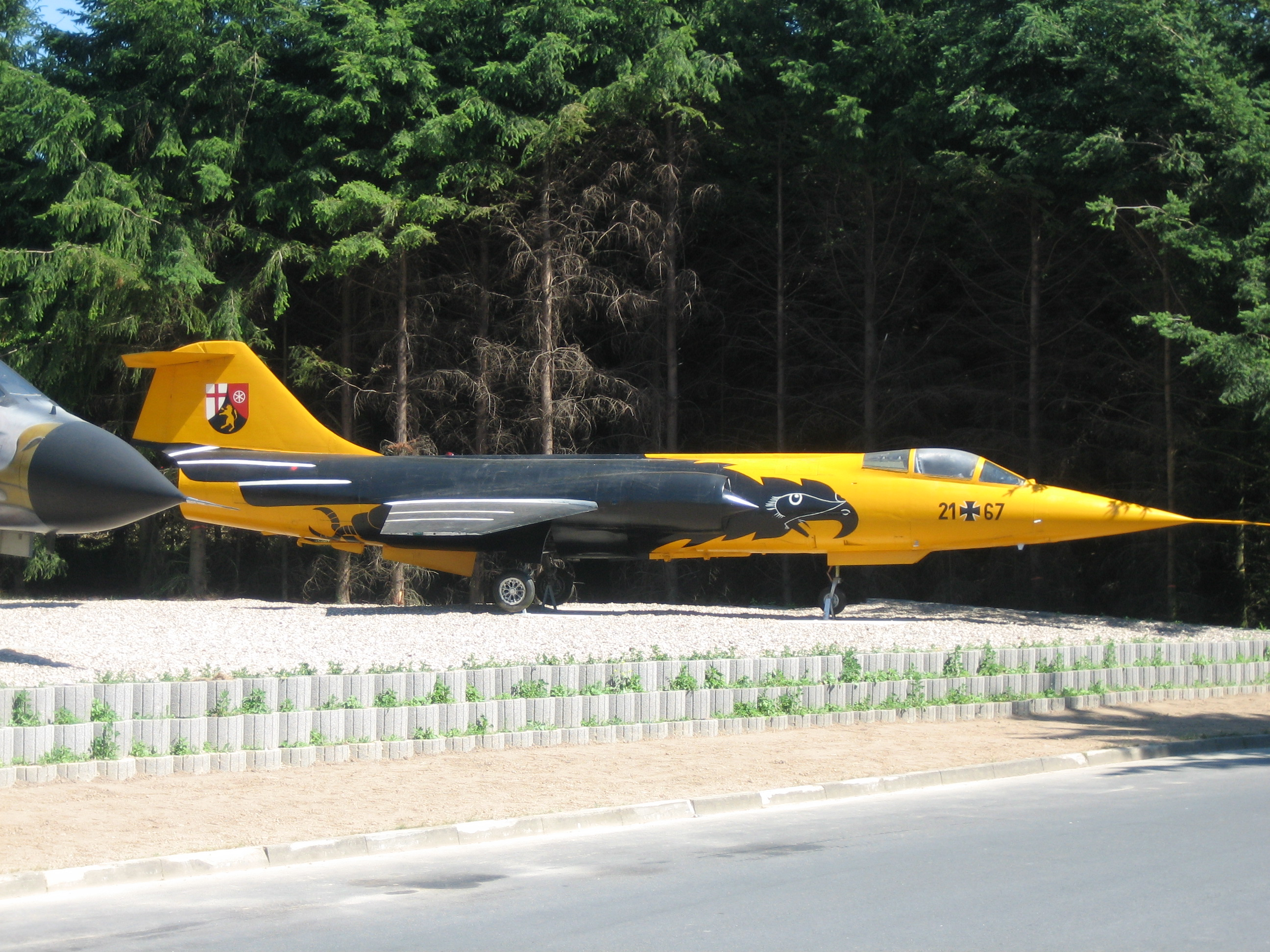
Der letzte Starfighter steht am Haupttor des Fliegerhorstes

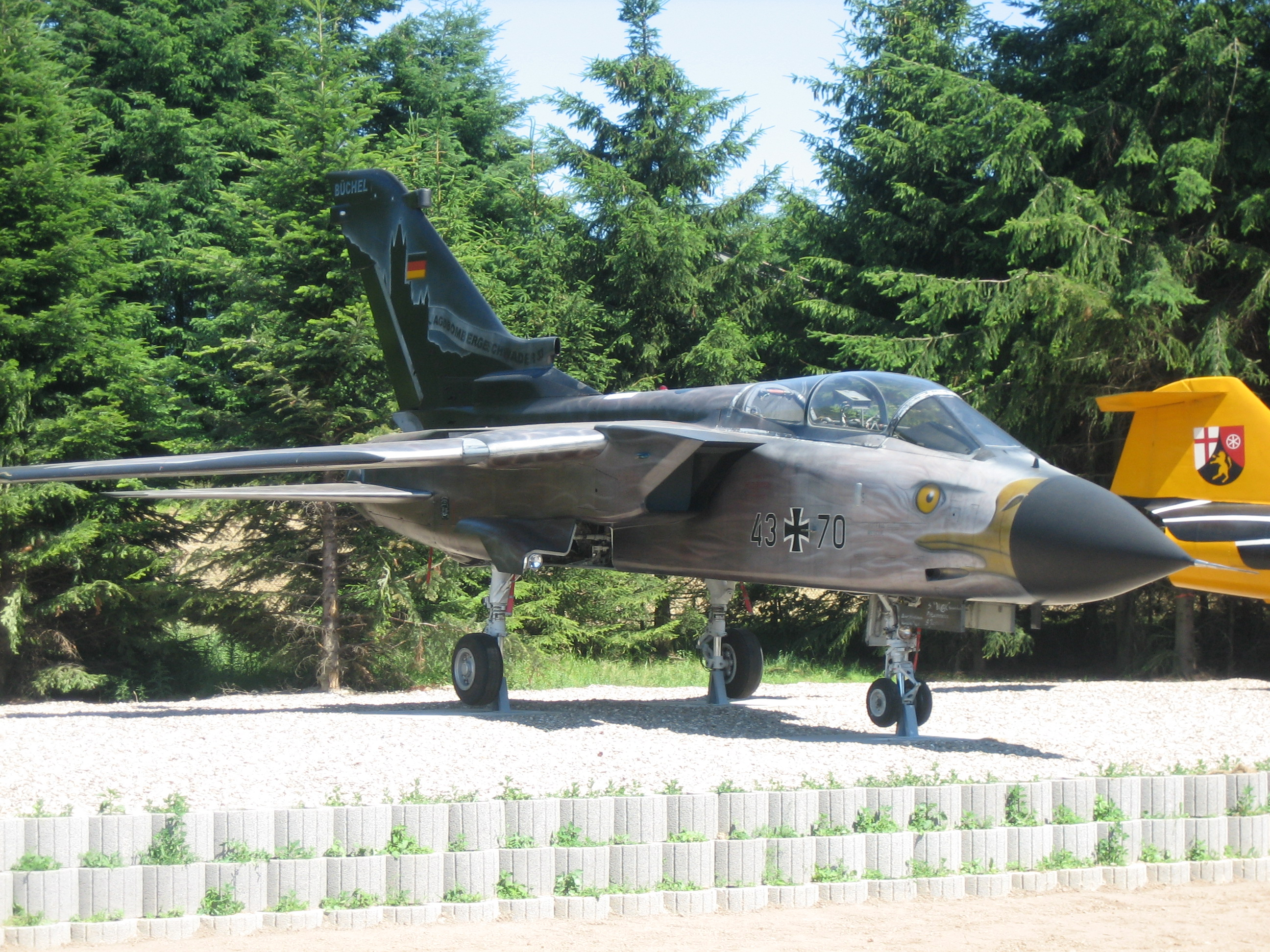
Tornado Sonderlackierung „Adler“

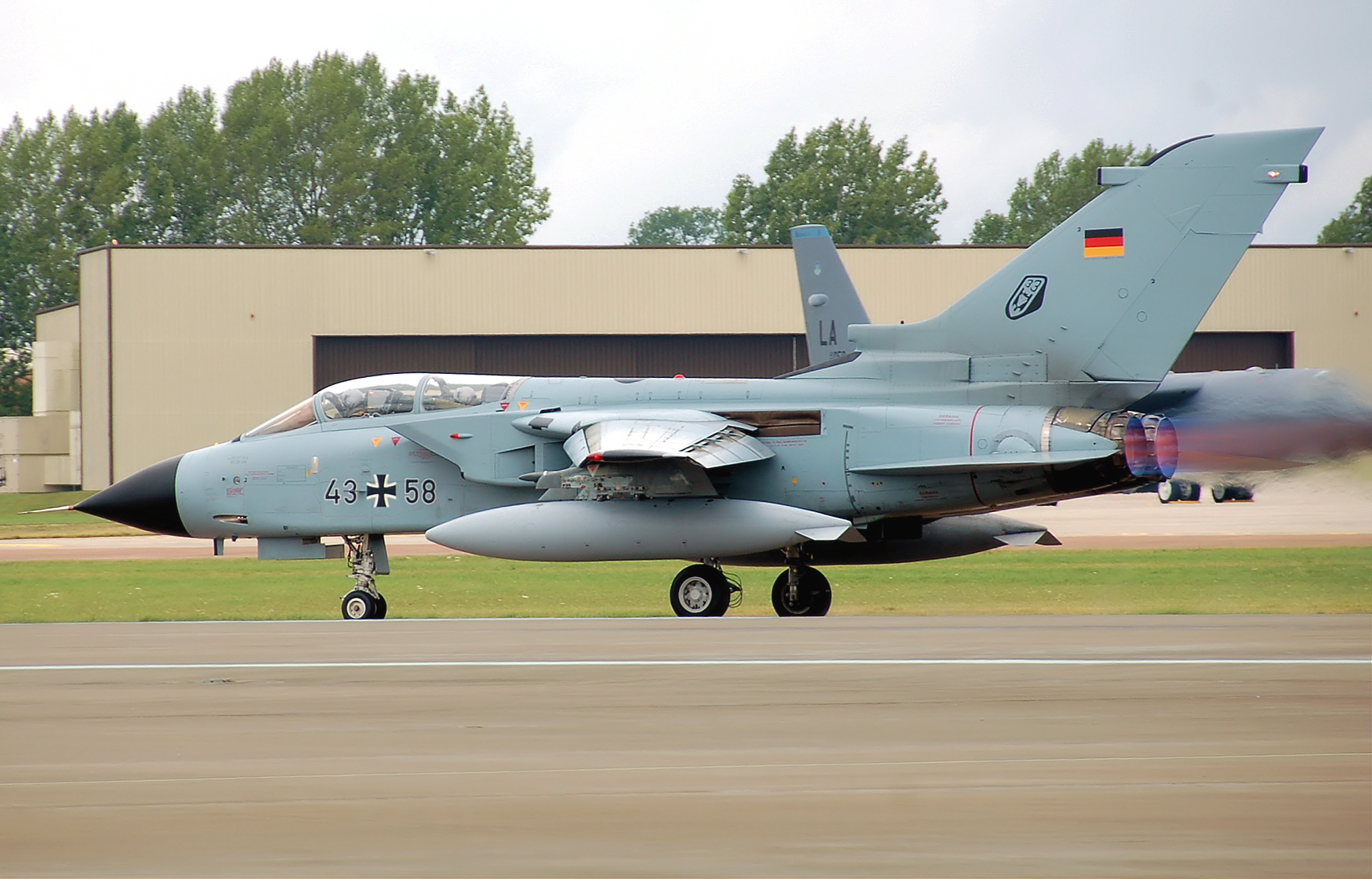
Tornado IDS des TaktLwG 33

Am 23. März 1959 hatten die Piloten des JaboG 33 bereits die 10.000ste Flugstunde absolviert. Ebenfalls im Jahr 1959 verlegte das Geschwader erstmals ins Ausland – fast das gesamte Geschwader flog im Mai 1959 für fast vier Wochen ins türkische Bandirma. Ende September 1959 waren die Ausbauarbeiten an der Startbahn in Büchel soweit abgeschlossen, dass der volle Flugbetrieb möglich wurde. Am 3. Juni 1960 veranstaltete die Luftwaffe in Büchel einen Großflugtag, der bei der Bevölkerung großen Anklang fand. An diesem Tag präsentierten sich auch die amerikanischen und italienischen Streitkräfte auf dem Fliegerhorst. Ende des Jahres 1960 verlegte das JaboG 33 zum ersten Mal nach Decimomannu (Sardinien/Italien). Die Auslandskommandos nach „Deci“ finden seit dieser Zeit regelmäßig statt.
In Brauheck entstanden 1961 die Truppenunterkünfte des JaboG 33. Dazu wurde dieser Stadtteil von Cochem neu errichtet.
Ab August 1962 erfolgte die Umrüstung des Geschwaders auf die Lockheed F-104G Starfighter.
1982 erreichte das Geschwader 200.000 Starfighter-Flugstunden und somit die bis dahin weltweit meisten Flugstunden auf diesem Muster. Insgesamt wurden bis zur Außerdienststellung am 30. Mai 1985 rund 231.900 Flugstunden auf der F-104G geflogen.
1985 wurde auf den Flugzeugtyp Panavia Tornado IDS umgerüstet. Die 100.000ste Tornado-Flugstunde wurde am 3. September 1999 erflogen.
Die Kfz- und die Nachschubstaffel wurden zum 1. April 2013 zusammengelegt und bilden seitdem die Nachschub- und Transportstaffel. Das JaboG 33 war bis zu diesem Zeitpunkt das letzte Geschwader der Luftwaffe, das diese noch in getrennter Form hatte.
Die Sicherungsstaffel wurde diesbezüglich auch neu gegliedert in die erste und zweite Sicherungsstaffel „S“.

### Taktisches Luftwaffengeschwader 33 (seit 2013)

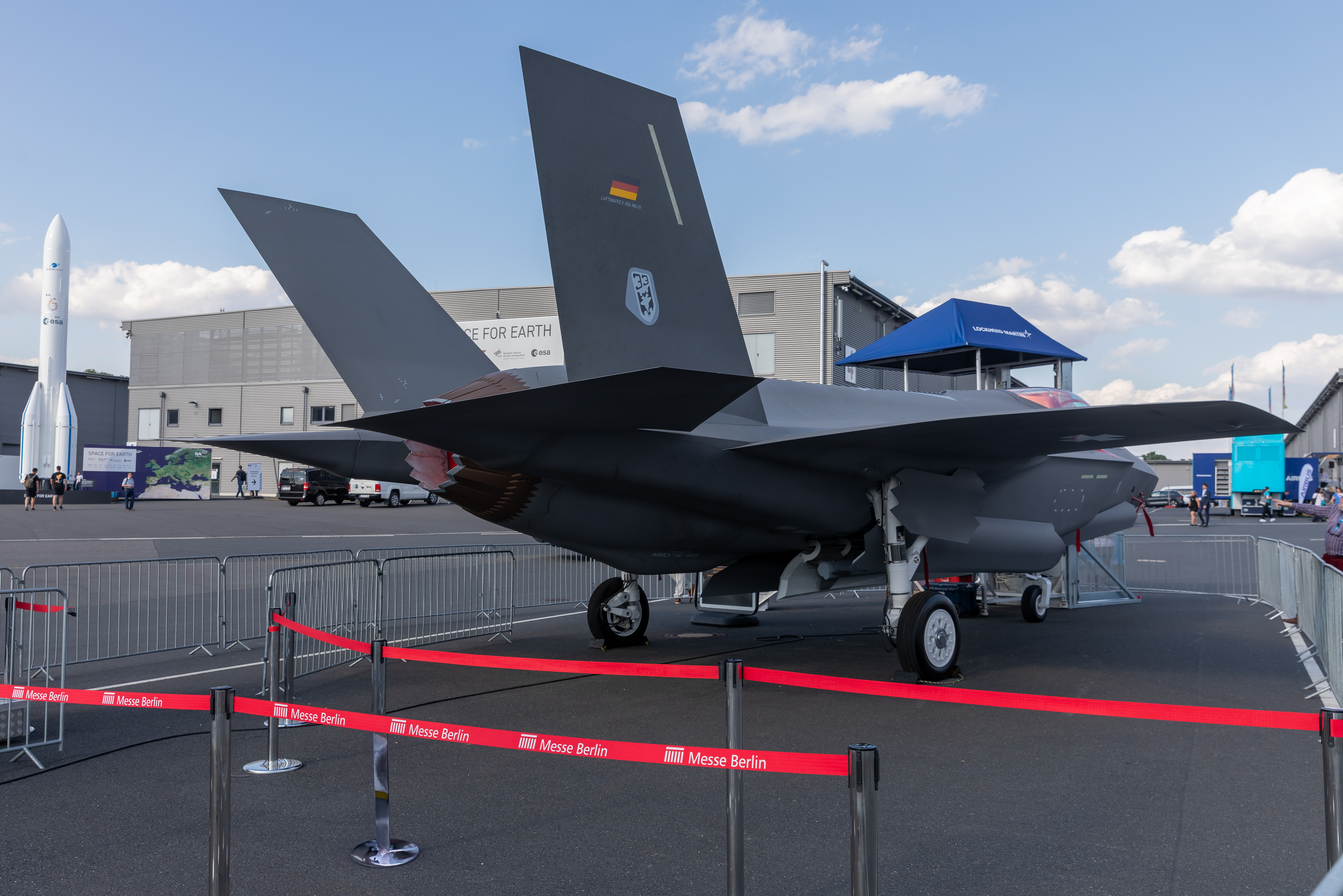
F-35A Mock-up mit angepasstem Wappen des Geschwaders

Im Rahmen der Neuausrichtung der Bundeswehr wurde zum 1. Oktober 2013 das Jagdbombergeschwader 33 (JaboG 33) in Taktisches Luftwaffengeschwader 33 (TaktLwG 33) umbenannt. Am 18. April 2019 erflog das Taktische Luftwaffengeschwader 33 die 200.000. Flugstunde mit dem Tornado in Büchel.
Im Rahmen der Operation Inherent Resolve flog das Geschwader von Januar 2016 bis März 2020 Aufklärungsflüge im Syrien-Konflikt und über dem Nordirak. Dabei wurden rund 2.500 Aufklärungsflüge mit 7.500 Stunden in der Luft absolviert. Zuerst flog das Geschwader ab Incirlik. Nach einem Streit mit der türkischen Regierung wegen Besuchsrechten deutscher Abgeordneter bei den Bundeswehrsoldaten in Incirlik, wurde das Geschwader auf den jordanischen Stützpunkt Muwaffaq Salti Air Base verschoben.

## Gliederung
Das Taktische Luftwaffengeschwader 33 ist als Verband dem Luftwaffentruppenkommando unterstellt. Der Geschwaderkommodore führt drei Gruppen:
- Die Fliegende Gruppe (FlgGrp) setzt sich aus dem Stab, der Flugbetriebsstaffel (FlBetrStff) und den beiden fliegenden Staffeln mit einem Buchbestand von 47 Luftfahrzeugen (Stand 2014) zusammen.
- Die Technische Gruppe (TGrp) ist mit dem Stab, der Wartungs/Waffen-, Instandsetzungs-, Elektronik- und Nachschub/Transportstaffel für Wartung  und Instandsetzung der Luftfahrzeuge sowie für die Versorgung zuständig. Eine Besonderheit dieser Gruppe ist die Ausbildungswerkstatt, die 1962 eingerichtet wurde. Sie bildet Fluggerätmechaniker und seit 1983 Elektroniker für Geräte und Systeme (EGS) aus. Die Ausbildungswerkstatt ist der größte Ausbildungsbetrieb des Landkreises Cochem-Zell.
- Das Taktische Luftwaffengeschwader 33 hat als einziger Verband der Luftwaffe noch eine Fliegerhorstgruppe (FlgHGrp). Diese setzt sich aus dem Gruppenstab sowie der 1. und 2. Luftwaffensicherungsstaffel Taktisches Luftwaffengeschwader 33 zusammen.

## Atomwaffen
In Spezialbunkern des Fliegerhorstes können bis zu 44 Waffen gelagert werden. Das TaktLwG 33 ist als einziger fliegender Verband der deutschen Luftwaffe im Rahmen der nuklearen Teilhabe für den Einsatz dieser Waffen ausgebildet. Die Atomwaffen unterliegen jedoch der Kontrolle US-amerikanischer Soldaten. Es befinden sich einige Staffeln der US Air Force 702 Munitions Support Squad (702 MUNSS) im Fliegerhorst, die in Zusammenarbeit mit der 1. und 2. Luftwaffensicherungsstaffel die Sonderwaffenlagerungsstätten bewachen.
2008 meldete die Federation of American Scientists (FAS), dass nach einer internen Studie der amerikanischen Luftwaffe in vielen Atomwaffenlagern nicht die minimalen Sicherheitsstandards des amerikanischen Verteidigungsministeriums eingehalten werden. Darunter soll sich unter anderem auch der Bundeswehr-Fliegerhorst Büchel befinden. Das Institut schätzt, dass sich zurzeit zehn bis 20 Atombomben vom Typ B61 an diesem Standort befinden. Das US-Militär plane als erste Reaktion, Atomwaffen auf weniger Standorte in Europa zu verteilen.
Die Luftwaffe plant, bis 2025 mindestens 46 Tornados für die Aufgabe der nuklearen Teilhabe bereitzuhalten.

## Einsätze im Rahmen des Katastrophenschutzes
Im Dezember 1993 wurden Soldaten des Taktischen Luftwaffengeschwader 33 beim „Jahrhunderthochwasser“ an der Mosel eingesetzt, im August 1997 bei der Hochwasserkatastrophe im Oderbruch und 2002 beim Jahrhunderthochwasser der Elbe. Im Jahr 2021 wurden Kräfte des taktischen Luftwaffengeschwader 33 im Rahmen der Flutkatastrophe u.a in Erftstadt und in Swisttal eingesetzt.

## Soziales Engagement
Das Taktische Luftwaffengeschwader 33 ist in der Region unter anderem Pate des Herz-Jesu-Haus Kühr in Niederfell, wo es seit nun über 50 Jahren unter anderem die Nikolausfeier organisiert. Die 1. Fliegende Staffel des Taktischen Luftwaffengeschwaders 33 ist Förderer und Unterstützer der Villa Kunterbunt in Trier, einem Zentrum zur Betreuung von krebs-, chronisch- und schwerstkranken Kindern und deren Familien.

## Kommodore
| Nr. | Name                          | Beginn der Amtszeit | Ende der Amtszeit  |
| --- | ----------------------------- | ------------------- | ------------------ |
| 1.  | Oberst Walter Krupinski       | 1. Juli 1958        | 28. Dezember 1962  |
| 2.  | Oberst Georg Wroblewski       | 28. Dezember 1962   | 30. November 1966  |
| 3.  | Oberst Kurt Stöcker           | 1. Dezember 1966    | 30. September 1970 |
| 4.  | Oberst Günter Lutz            | 1. Oktober 1970     | 30. September 1974 |
| 5.  | Oberst Hans-Peter Schulzen    | 1. Oktober 1974     | 30. September 1978 |
| 6.  | Oberst Dieter Stephan         | 1. Oktober 1978     | 31. Dezember 1980  |
| 7.  | Oberst Johannes Glowka        | 1. Januar 1981      | 30. September 1984 |
| 8.  | Oberst Helmut Borchers        | 1. Oktober 1984     | 30. September 1989 |
| 9.  | Oberst Detlef Schulte-Bisping | 1. Oktober 1989     | 16. März 1992      |
| 10. | Oberst Wolfgang Kuhlen        | 17. März 1992       | 31. März 1994      |
| 11. | Oberst Ulrich Rapreger        | 1. April 1994       | 30. September 1995 |
| 12. | Oberst Lothar Schmitt         | 1. Oktober 1995     | 1998               |
| 13. | Oberst Harry Schnell          | 1999                | 2000               |
| 14. | Oberst Helmut Schütz          | 2000                | 18. März 2002      |
| 15. | Oberst Martin Schelleis       | 19. März 2002       | 2003               |
| 16. | Oberst Olaf von Roeder        | 2003                | 2006               |
| 17. | Oberst Christoph Pliet        | 2006                | 2008               |
| 18. | Oberst Jan Kuebart            | 2008                | 2011               |
| 19. | Oberst Andreas Korb           | 28. Juli 2011       | 19. November 2015  |
| 20. | Oberst Holger Radmann         | 19. November 2015   | 3. Juli 2018       |
| 21. | Oberst Thomas Schneider       | 3. Juli 2018        | 2. August 2023     |
| 22. | Oberst Samuel Mbassa          | 2. August 2023      | laufend            |